# Avenida Leandro N. Alem

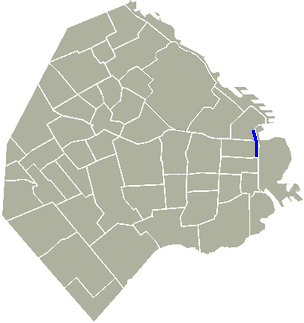
Lage der Avenida Leandro N. Alem in Buenos Aires

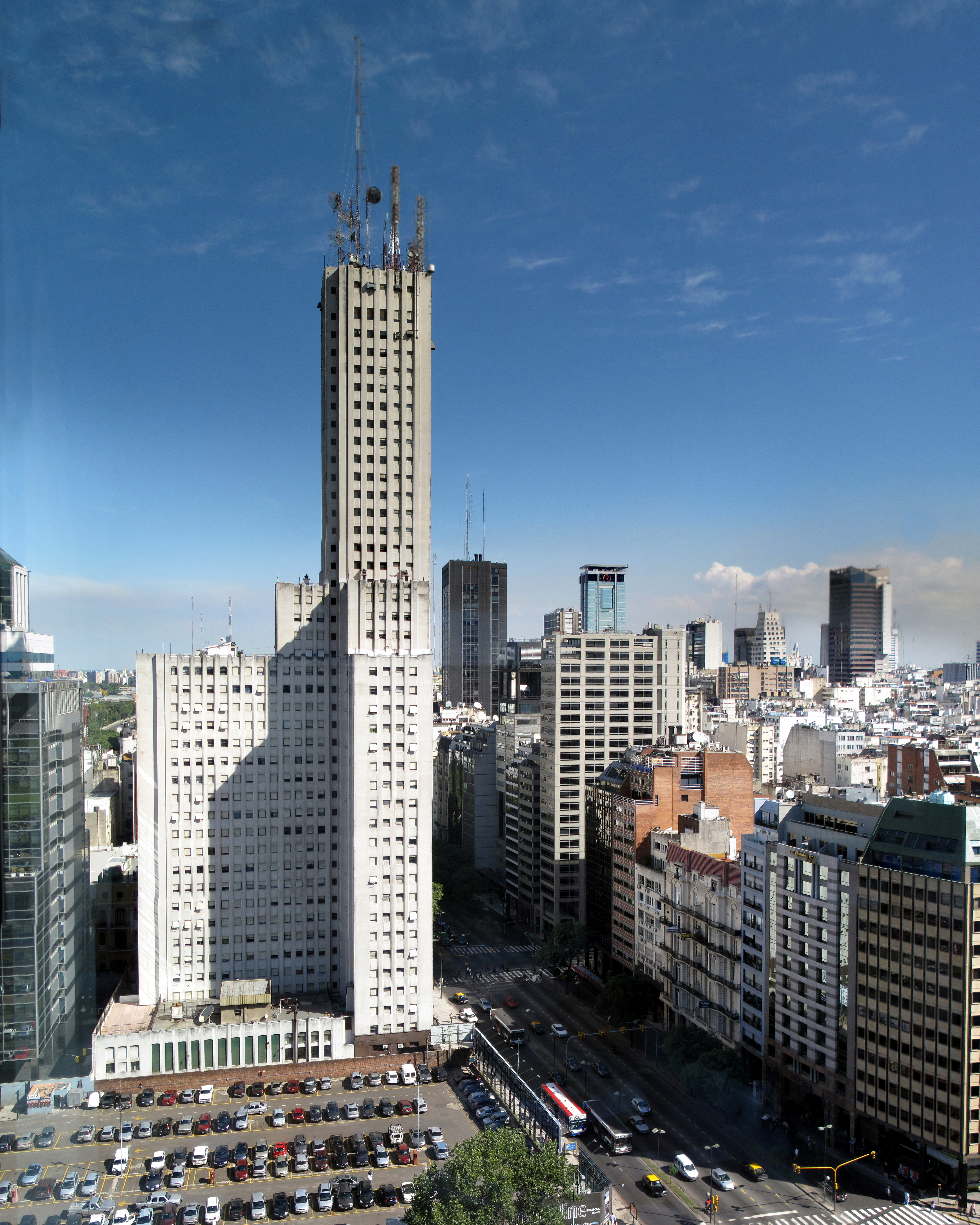
Ansicht der Avenida mit dem Edificio Alas

Die Avenida Leandro N. Alem ist eine der Hauptdurchgangsstraßen in der argentinischen Hauptstadt Buenos Aires. Sie führt vom Geschäftszentrum San Nicolás nach Retiro.

## Überblick
Was heute die Avenida Leandro N. Alem ist, war zu Zeiten des Vizekönigs Juan José de Vértiz y Salcedo eine zweispurige Straße entlang dem Río de la Plata. Um sie zu verschönern, wurde sie mit Pappeln bepflanzt und 1780 als Paseo de la Alameda eingeweiht. Der Paseo wurde zu einer beliebten Promenade für Spaziergänge. Die Uferböschung wurde zum Baden genutzt, bis ein Edikt 1809 dieses aus „moralischen“ Gründen verbot.
Die Promenade war jedoch nicht sicher vor Überflutungen und 1846 ließ der damalige Gouverneur Juan Manuel de Rosas eine knapp 700 Meter lange Schutzmauer bauen. Im März 1848 wurde diese neue Straße als Paseo Encarnación Ezcurra (der Name von Rosas’ Ehefrau) eröffnet, aber noch im gleichen Jahr umbenannt in Paseo de Julio, um an den 9. Juli, den Tag der argentinischen Unabhängigkeitserklärung, zu erinnern. 1855 eröffnete der britisch-Argentinier Edward Taylor einen Pier entlang der Straße und die Flutmauern wurden nach Norden, Richtung Recoleta, und Süden, Richtung San Telmo verlängert und 1865 fertiggestellt. 1857 wurde die südliche Hälfte der Straße wieder neu benannt, dieses Mal nach Christoph Columbus Avenida Paseo Colón.
Die Einwanderungswelle gegen Ende des 19. Jahrhunderts war ein Grund dafür, dass sich der Paseo in eine Art Bazar verwandelte, wo italienische Trattorias, französische Bistrots, deutsche Bierhallen und griechische Restaurants zu finden waren. Die Stadtverwaltung forderte 1875, dass alle Gebäude mit einem Portikus zu versehen sind, eine Anordnung, die noch in Kraft ist, und die zur Folge hatte, dass einige der finanziell oder baulich unsicheren Etablissements schlossen.
Der Aufschwung in der Wirtschaft und die Zunahme in der Bevölkerung veranlassten Präsident Julio A. Roca, 1881 den Bau eines Hafens in La Boca anzuordnen. Abgesegnet vom Nationalkongress und finanziert von der Londoner Barings Bank, wurden hierfür 200 Hektar Land bereitgestellt und der Paseo de Julio zu einem Boulevard verbreitert. Zur Verschönerung der neuen Straße wurde bei der Bildhauerin Lola Mora ein Brunnen in Auftrag gegeben. 1903 eingeweiht, verursachte der Nereiden-Brunnen Aufruhr wegen seiner nackten Venus und 1918 zog er nach Puerto Madero um.
Die bis dahin häufigen Schindel-Häuser wurden durch repräsentative Bürogebäude ersetzt, meist im französischen Baustil und mit Bogengängen versehen. Hierzu gehörte auch der neue Hauptsitz der Börse von Buenos Aires von 1916. Ein Erlass vom November 1916 ordnete die Umbenennung zu Ehren von Leandro N. Alem, dem Gründer der UCR, der neuen Regierungspartei, an. Unter dieser Regierung kam 1928 auch das Hauptpostamt von Buenos Aires hinzu, einer der Hauptsehenswürdigkeiten an der neuen Avenida.
1931 wurde unter Bürgermeister José Guerrico die Straße abermals verbreitert und erhielt ihr jetziges Layout. Zu der bereits eklektischen Architektur kamen Gebäude im rationalistischen Stil hinzu, darunter das Edificio Comega (1930) und das Edificio Alas (1950). Das Straßenstück nördlich der Plaza General San Martín wurde zu Ehren von José de San Martín umbenannt in Avenida del Libertador. Heute ist die Avenida Leandro N. Alem eine der ersten Adressen für Gewerbeimmobilien. Die letzten noch unbebauten Grundstücke, ungefähr 15.000 m², die im Besitz der Stadt sind, wurden auf einen Wert von rund 80 Millionen US$ geschätzt und 2009 zum Verkauf angekündigt.